# Rennesøy
Rennesøy er en økommune i Rogaland fylke i Norge. Kommunen ligger i Boknafjorden og består af de beboede øer Rennesøy, Mosterøy, Fjøløy, Sokn, Bru, Vestre Åmøy, Klosterøy og Brimse, samt en række ubeboede øer. Rennesøy grænser til Stavanger kommune. Kommuneadministrationen holder til i Vikevåg, som også er kommunens største by. 
Fra 1. januar 2020 bliver Stavanger, Rennesøy  og Finnøy kommuner lagt sammen.
På Mosterøy ligger Utstein kloster, der er bygget omkring 1260, men med en historie som strækker sig tilbage til 800-tallet som kongsgård for Harald Hårfagre efter slaget i Hafrsfjord.
Vejforbindelsen Rennfast knytter Rennesøy til Randaberg. Alle de beboede øer i kommunen på nær Brimse er knyttet sammen med broer og undersøiske tunneler.